# Lieselotte Hachmann
Lieselotte Hachmann (* 27. Juni 1919 in Schönebeck (Elbe); † 1. Mai 1989 in Kaltenkirchen) war 1953 die Gründerin der Deutsch-Indischen Gesellschaft  (DIG) und deren erste Präsidentin.

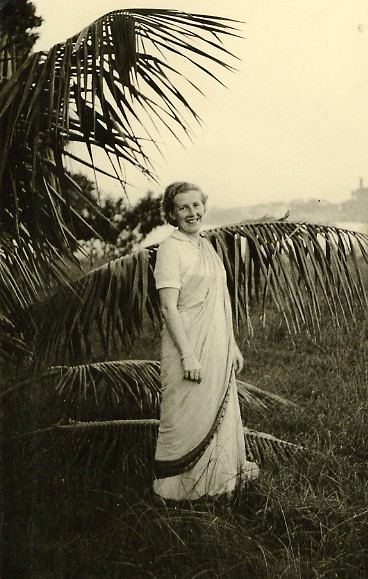
Lieselotte Hachmann im Botanischen Garten von Kalkutta, 1956

## Leben bis 1945
Lieselotte Hachmann wuchs als älteste Tochter von Ella und Ewald Bernhardt in Schönebeck an der Elbe auf. Der Vater starb, als sie zwölf Jahre alt war. Nach dem vierjährigen Besuch der Mädchenschule in Schönebeck wechselte sie auf das Gymnasium der Stadt. Mit 19 Jahren entschloss sie sich zu einem Studium in Edinburgh. Im Cosmopolitan Club der University of Edinburgh machte sie die Bekanntschaft mit dem angehenden Botaniker Debabrata Chatterjee (1911–1960), dem Sohn einer angesehenen Brahmanenfamilie aus Kalkutta. Durch ihn und viele seiner indischen Freunde und indischen Mit-Studenten begann sie, sich nicht nur für das Land, die indische Geschichte, indische Kultur und die Menschen zu interessieren, sondern auch ein Gefühl von den vielfältigen Sorgen, Nöten und Problemen fern der Heimat studierenden Indern zu bekommen.
Am 29. September 1938 musste sie Schottland kurz vor Ausbruch des Zweiten Weltkrieges überstürzt verlassen. Wieder in Deutschland angekommen nahm sie eine Anstellung als Sekretärin bei den Junkers Flugzeug- und Motorenwerken Dessau an, die in Schönebeck eine Niederlassung betrieben. Dort lernte sie ihren späteren Ehemann Friedrich Hans Hachmann kennen. Sie heirateten am 28. Juni 1941. Aus dieser Ehe gingen vier Töchter hervor.
Im August 1945 floh Lieselotte Hachmann vor den sowjetischen Besatzungstruppen mit ihren beiden Kindern zu ihrer Cousine in die Lüneburger Heide. Am 5. April 1950 eröffnete sie dort eine Puppenklinik.

## Wirken für die Deutsch-Indische Gesellschaft

### Vereinsgründung und Präsidentschaft

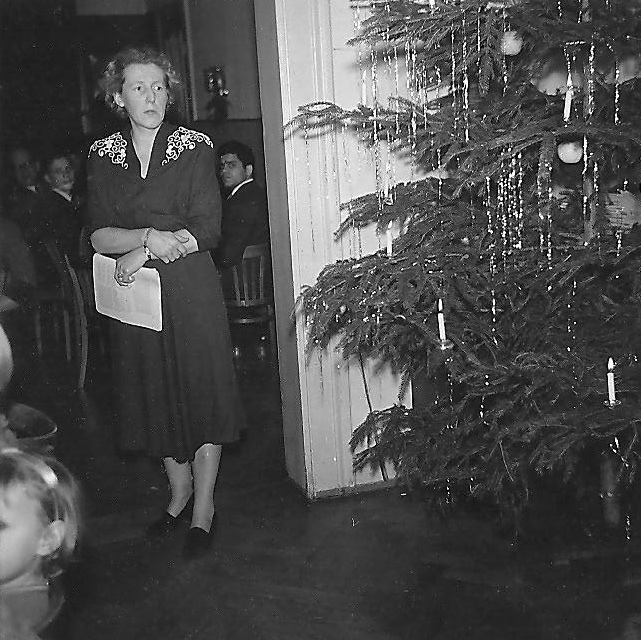
Lieselotte Hachmann hält 1954 eine Rede auf der Deutsch-Indischen Weihnachtsfeier

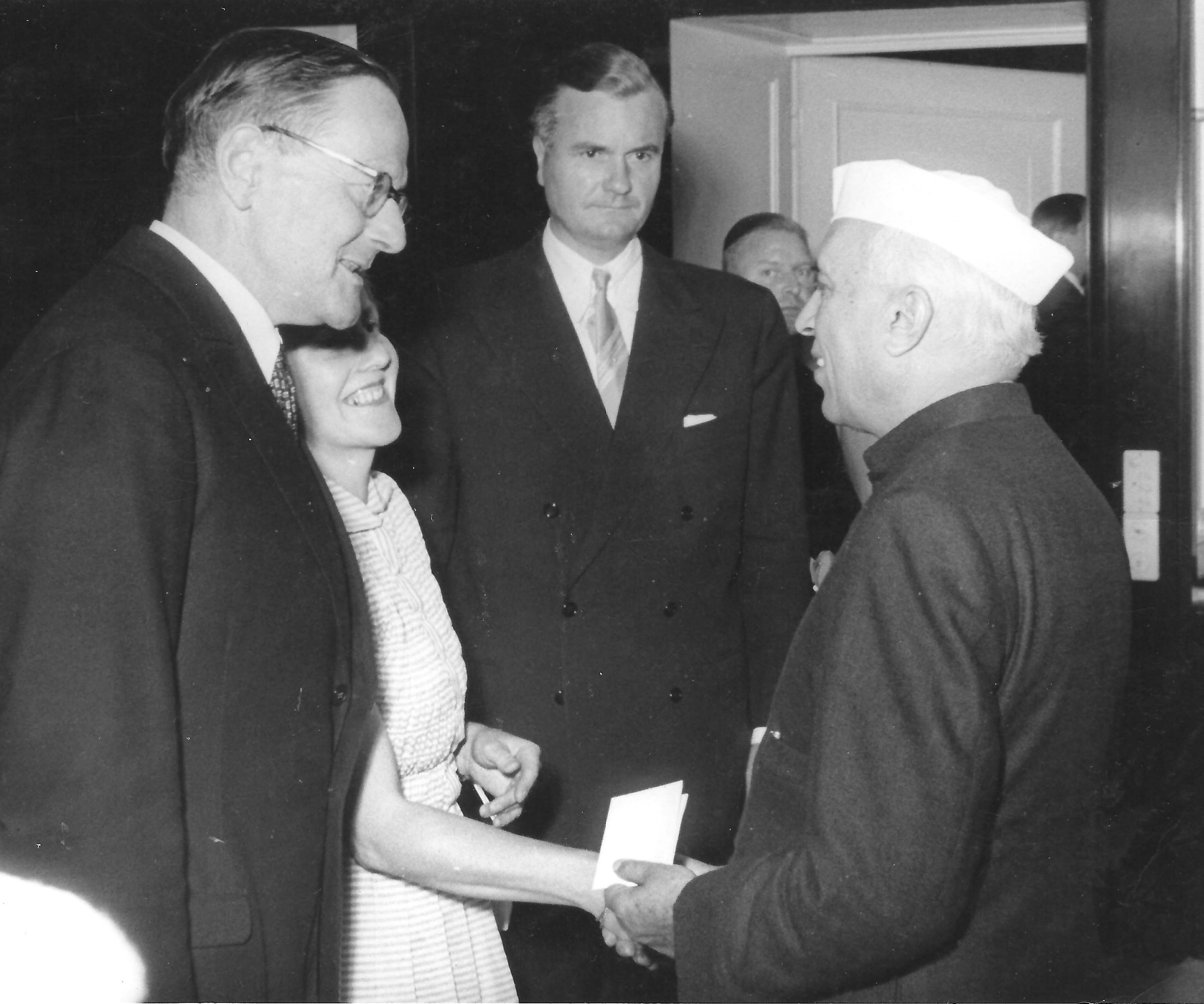
Alsdorf, Lieselotte Hachmann, Preyer mit Jawaharlal Nehru (v. l. n. r.)

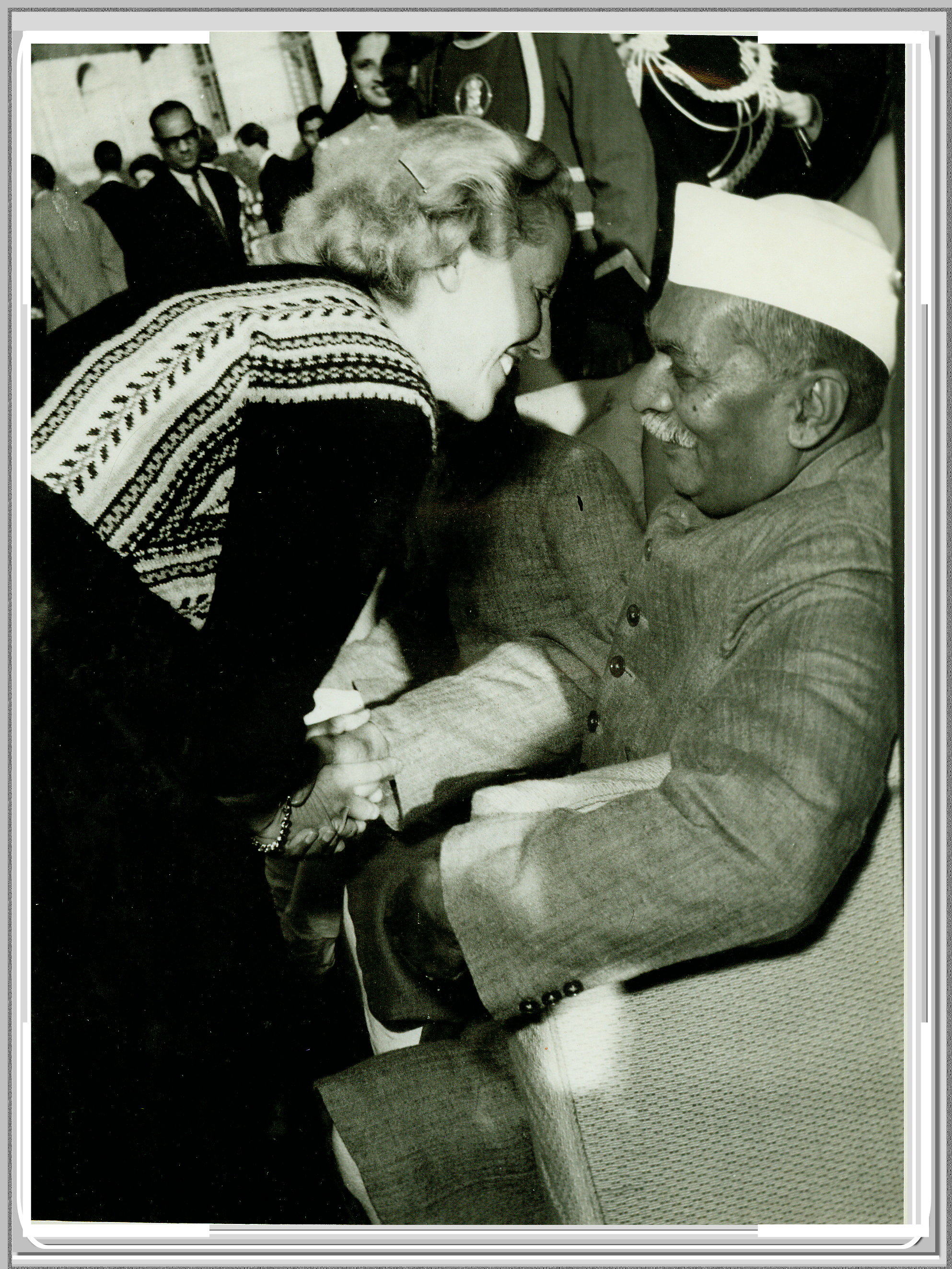
Der Präsident von Indien, Rajendra Prasad, begrüßt Lieselotte Hachmann im Rashtrapati-Bhavan, dem Präsidenten Palast

1953 begann Lieselotte Hachmann einen Schriftwechsel mit Debabrata Chatterjee, dem Freund aus ihrer schottischen Studienzeit. Auf Grund dessen erhielt sie des Öfteren Vorschläge für Literatur, für die sie sich zunehmend mehr interessierte. Dadurch kam sie in Hamburg wieder häufiger in Kontakt mit indischen Studenten. Am 25. Oktober 1954 gründete sie dann schließlich die Deutsch-Indische Gesellschaft, welche sie laut Auszug des Vereinsregisters des Senates von Hamburg am 25. Oktober 1954 als Präsidentin der DIG ausweist. Die Deutsch-Indische Gesellschaft wurde am 6. Oktober 1958 in Deutsch-Indische Kulturgesellschaft in Hamburg e. V. umbenannt. Der Verein wurde am 20. November 1964, durch Beschluss der Mitgliederversammlung vom 30. September 1964, aufgelöst.
Am 12./13. Mai 1956 machte die Deutsch-Indische Gesellschaft in Hamburg e. V. der Stadt Lüneburg zu ihrem 1.000jährigen Bestehen ihre Aufwartung. Die Landeszeitung für die Lüneburger Heide (nachfolgend Lüneburger Zeitung genannt) berichtete darüber. Oberbürgermeister Gravenhorst und Oberstadtdirektor Dr. Bötcher empfingen u. a. den Kulturattaché der Indischen Botschaft, Majumdar, den Hamburger Konsul, B. Sitaraman, den Indologen der Hamburger Universität, Professor Alsdorf und die Präsidentin der DIG, Lieselotte Hachmann.
Der indische Premierminister Jawaharlal Nehru besuchte am 16. Juli 1956 mit seiner Tochter Indira Gandhi und seinen Enkelkindern Rajiv Gandhi und Sanjay Gandhi Deutschland. Zunächst war Nehru Gast des Bundespräsidenten Theodor Heuss und des Bundeskanzlers Konrad Adenauer in Bonn. Danach besuchte er die Stadt Hamburg, wo ihm sowohl von der medizinischen als auch der juristischen Fakultät der Universität Hamburg die Ehrendoktorwürde verliehen wurde. Während dieses Besuches hatte Lieselotte Hachmann, als Präsidentin der Deutsch-Indischen Gesellschaft, die Gelegenheit zu einem längeren Gespräch mit Nehru.

### Reise nach Indien
Am 27. August 1956 brach sie zu einer Reise nach Indien auf. Diese Reise trat sie allein an, was den Moralvorstellungen der Zeit nach schon ein Wagnis in sich war. Ihr Ziel per Zug in 18 Tagen erreichend, wurde sie vom Deutschen Generalkonsul Wilhelm von Pochhammer mit einem sehr großen Empfang aufgenommen. Die indischen Zeitungen berichteten davon. Später fuhr sie von Bombay nach Kalkutta weiter. Dort angekommen, wurde sie vom Leiter des ältesten botanischen Garten Indiens (dem Indian Botanical Gardens) Debabrata Chatterjee, begrüßt. Im Oktober 1956 unternahmen beide gemeinsam eine Reise durch den Himalaya, die sie bis nach Sikkim führte.
Bevor sie Kalkutta wieder verließ, stattete sie Shantiniketan und der vom ersten indischen Nobelpreisträger für Literatur, Rabindranath Thakur (Tagore) gegründeten Visva-Bharati University, einen Besuch ab.
Ende November 1956 reiste sie, wieder per Eisenbahn, zunächst nach Madras, weiter nach Kerala und schließlich nach Delhi. In Delhi erhielt sie für den 26. Januar 1957 vom Botschafter der Bundesrepublik Deutschland Ernst Meyer die Einladung, an der Parade zum Republic Day teilzunehmen und vom indischen Präsidenten, Rajendra Prasad die Einladung, in den Rashtrapati Bhavan, den Präsidentenpalast zu kommen. Dort begegnete sie erneut dem indischen Ministerpräsidenten Jawaharlal Nehru und wurde dem indischen Präsidenten Prasad persönlich vorgestellt.
Bevor sie Anfang März 1957 wieder in Kalkutta eintraf, hatte sie auch noch Punjab bereist und besuchte die Städte Amritsar, Kanpur, Allahabad und Benares. Als sie, nach ihrem mehrwöchigen Aufenthalt in Kalkutta, wieder mit dem Zug in Bombay ankam, um das Schiff nach Deutschland zu besteigen, nicht ohne an weiteren kulturgeschichtlich interessanten Orten wie Ajanta und Ellora Halt gemacht zu haben, hatte sie eine über 12.000 Kilometer lange Reise hinter sich gebracht.

## Weiteres Leben
Nach der Heimkehr von ihrer langen Indienreise siedelte die Familie Hachmann von der Lüneburger- in die Nordheide um und eröffnete in Tostedt ein Spielwarengeschäft.
Bereits schwer erkrankt, lebte sie nach dem Tode ihres Ehemanns Hans Hachmann (1902–1985) ab 1988 bei einer ihrer Töchter in Schleswig-Holstein.
Die Behauptung Debabrata Chatterjees, sie wäre „indischer als indische Frauen“, bestätigte sich, als sie nach ihrem Tode in ihrem schönsten Sari, dem typischen Bekleidungsstück einer Inderin, eingeäschert und in der Ostsee beigesetzt wurde.